# Margrethe Vind
Margrethe Giedde Vind, gift von Linstow (14. januar 1708 på Harrestedgård i Hyllinge – 18. april 1774 i København) var en dansk adelsdame.
Hun var datter af kammerherre Vilhelm Carl Vind til Harrestedgård og Dame de l'union parfaite. Hun blev 1730 gift med Eggert Christoffer von Linstow.
Hun er sammen med ægtemanden begravet i Vor Frue Kirke.